# Roche-à-Frêne (site belge)
Pour les articles homonymes, voir Frêne (homonymie).
Ne doit pas être confondu avec Roche-à-Frêne.

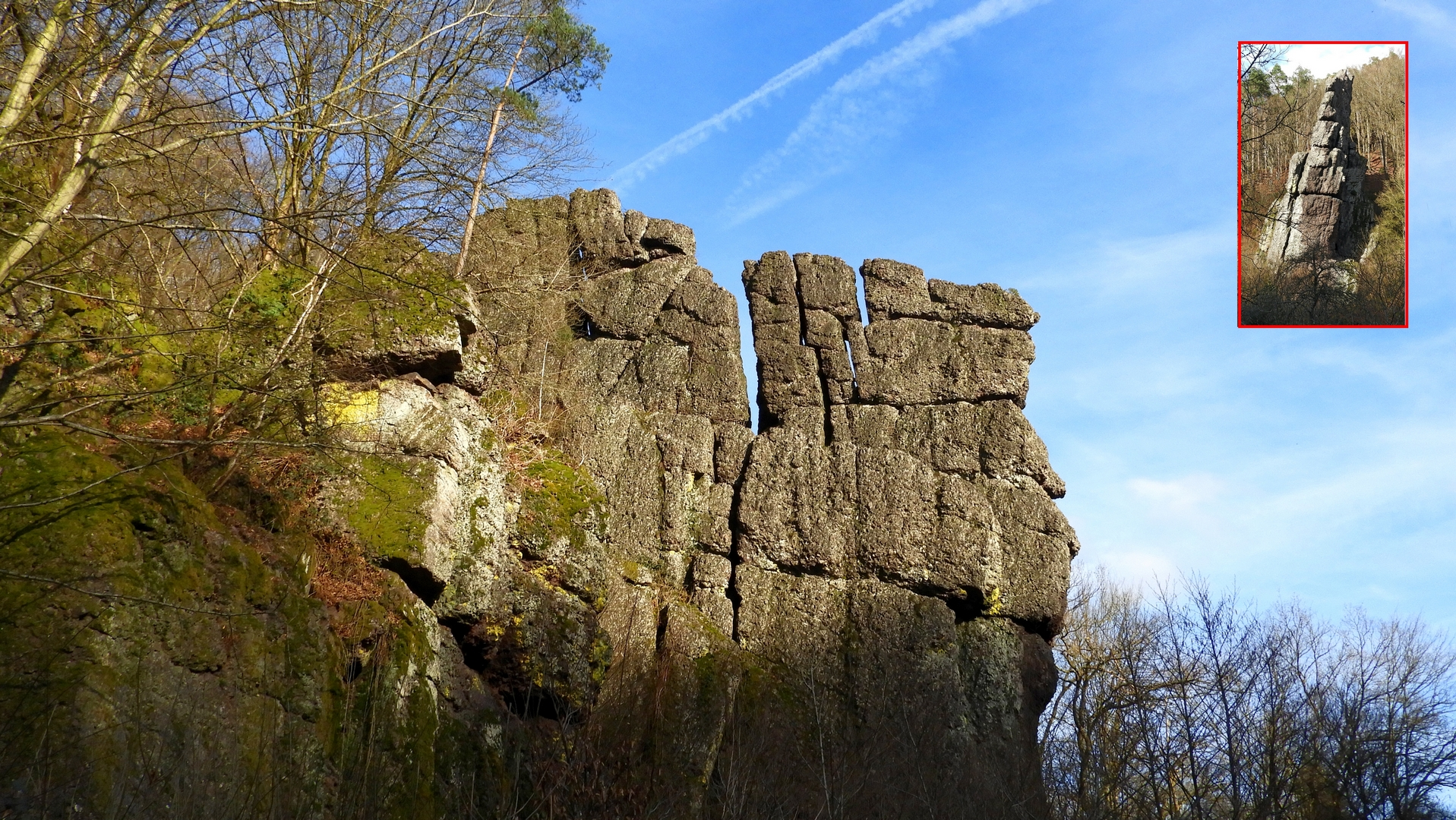
Le site

La Roche à Frênes est un groupe de rochers de la vallée de l'Aisne, qui a donné son nom au hameau du nord de la province de Luxembourg, situé sur la commune de Durbuy, entre Manhay et Bomal.

## Description
Roche-à-Frêne est un site composé des rochers de poudingue qui domine la rive droite de l'Aisne. Il est divisé en trois parties : la tranche amont, la tranche centrale et la tranche aval.